# ペルソナデザイン
ペルソナデザインは、徹底したユーザ視点からニーズをつかみ、ユーザモデルを開発（発見）することをいう。
ペルソナとは、企業が提供する製品・サービスにとって、最も重要で象徴的なユーザモデルのことで、ペルソナをベースにすることで、ユーザに強い影響を与えるツールのプラン・デザインが実現できる。